# عائشة البصري
عائشة البصري (25 أبريل 1960 -)، شاعرة وروائية وقاصة مغربية، فازت بعدة جوائز في الجزائر وفرنسا والإمارات العربية المتحدة. ترجمت أعمالها إلى الإسبانية والفرنسية والإيطالية والتركية والإنجليزية.

## السيرة المهنية
ولدت عائشة البصري سنة 1960 بمدينة سطات (80 كم جنوب الدار البيضاء)، وحصلت على الإجازة في الأدب العربي من جامعة محمد الخامس في الرباط عام 1981. وهي عضو في بيت الشعر بالمغرب، وكذلك اتحاد الكتاب المغرب، ونائبة رئيس الجمعية الدولية للنقد الأدبي بفرنسا.
فازت بجائزة كاتب ياسين للرواية بالجزائر سنة 2016 عن روايتها «حفيدات غريتا غاربو»، وكذلك جائزة سيمون لاندراي بفرنسا سنة 2017 عن قصائد مترجمة إلى الفرنسية من مجموعتها الشعرية «السابحات في العطش»، وجائزة أفضل رواية عربية في معرض الشارقة للكتاب لسنة 2018 عن رواية «الحياة من دوني».
شاركت في عدة مهرجانات ثقافية. تنشر مقالات في الشعر والتشكيل بمنابر مغربية وعربية. ترجم شعرها إلى الفرنسية، والإسبانية، والكطلانية، والإنجليزية، والتركية، والسويدية، ولغات أخرى. للشاعرة دراسة نقدية بعنوان: السخرية في شعر محمود درويش.

## إصدارات
- مساءات: منشورات دار الثقافة للنشر، الدار البيضاء، المغرب 2001.
- أرق الملائكة: منشورات دار عكاظ، الرباط، المغرب 2002.
- شرفة مطفأة: منشورات دار الثقافة، الدار البيضاء، المغرب 2004.
- ليلة سريعة العطب: دار النهضة، بيروت، لبنان 2007 - الطبعة الثانية صدرت عن منشورات مرايا، طنجة، المغرب 2009.
- حديث مدفأة: حقيبة فنية بالاشتراك مع الفنان عبد الله الحريري، تور، فرنسا 2012.
- صديقي الخريف: حقيبة فنية بالاشتراك مع الفنان محمد بناني، دار مراسم، الرباط، المغرب 2009.
- خَلوةُ الطير: منشورات دار ورد للنشر، دمشق، سوريا 2010.
- درس في الرسم: قصائد للفتيان، رسومات الفنانة الإيطالية أليسيا برافو، منشورات دار مرسم، الرباط، المغرب 2013.
- ليالي الحرير: رواية عن مكتبة الدار العربية للكتاب بالقاهرة. مصر 2012.

- حفيدات جريتا جاربو: رواية عن الدار المصرية اللبنانية بالقاهرة 2015.

- بنات الكرز: مجموعة قصصية عن الدار المصرية اللبنانية بالقاهرة 2016.

- الحياة من دوني: رواية عن مكتبة الدار العربية للكتاب بالقاهرة.2018.

- كجثة في رواية بوليسية: رواية عن الدار المصرية اللبنانية بالقاهرة 2020.

- . حدس ذئبة: مختارات شعرية. ترجمها إلى لفرنسية عبد اللطيف اللعبي، صادرة عن دار لارمتان بباريس 2013
- رجل اسمه الرغبة، اعترافات دون جوان : رواية صادرة عن الدار المصرية اللبنانية 2024.[10]